# Alex Pringle
Alex Pringle (Edimburgo, 8 novembre 1948) è un ex calciatore scozzese, di ruolo difensore.

## Carriera
Si forma calcisticamente nel Glasgow Utd. Dal 1968 al 1972 è in forza all'Hibernian, ove pur rimanendo un rincalzo ottenne come miglior piazzamento il terzo posto nella Scottish Division One 1969-1970.
Dal 1972 al 1974 è in forza dal Dundee, con cui ottenne due quinti posti nel massimo campionato scozzese e con cui vinse la Scottish League Cup 1973-1974. Con i Dee giocò inoltre un incontro nella Coppa UEFA 1973-1974.
Nella stagione 1974-1975 è al Clyde, con cui retrocede nella serie cadetta.
Nella stagione 1975 viene ingaggiato dagli statunitensi del T.B. Rowdies, neonata franchigia della NASL. Con i Rowdies, giocando da titolare la finale, si aggiudicò il torneo nordamericano, superando nel Soccer Bowl '75 i Portland Timbers.
Rimase in forza ai Rowdies sino alla stagione 1977, nel corso della quale passa ai Washington Diplomats, raggiungendo in due occasioni gli ottavi di finale dei play-off per il titolo.
Nella stagione 1979 è in forza alla franchigia della ASL dei N.J. Americans, con cui non superò la fase a gironi del torneo.
Nel 1982 ritornò ai Rowdies, venendo però impiegato solo nella squadra riserve.
Contemporaneamente e successivamente al calcio si dedicò all'indoor soccer, militando nella NASL indoor, vincendo la NASL indoor 1976 con i Rowdies.
Dal 1975 al 1976, mentre giocava nei Rowdies, fu l'allenatore della rappresentativa calcistica dell'università di Tampa.
Lasciato il calcio giocato è restato a vivere in Florida.

## Palmarès

### Calcio
- Scottish League Cup: 1

Dundee: 1973-1974
- Campionato NASL: 1

Tampa Bay Rowdies: 1975

### Indoor Soccer
- Campionato NASL indoor: 1

Tampa Bay Rowdies: 1976